# Свидовецкий заповедный массив
Свидове́цкий запове́дный масси́в (укр. Свидовецький заповідний масив) — заповедный массив  Карпатского биосферного заповедника, расположенный на территории Закарпатской области (Украина). 
В 1974 году здесь сначала был организован заказник площадью 1471 га. Впоследствии в его состав включили новые территории, и заказнику предоставили статус заповедника.

## Территория
Свидовецкий заповедный массив занимает площадь 6580 га в высокогорной части Свидовецкого хребта, в пределах высот от 600 до 1883 м над у.м. Горное строение Свидовца, как и большая часть  Украинских Карпат, имеет флишовое строение. На главном хребте хорошо сохранились следы ледниковой деятельности — кары.

## Климат, почвы
Климат Свидивца влажный, прохладный и умеренно холодный. В лесном поясе преобладают светло-и темно-бурые почвы. Для верхней границы леса характерны светло-бурые почвы.
Почвенно-климатические условия южных склонов массива оптимальны для бука. Буковые леса поднимаются здесь до высоты 1380 м, что является самой высокой границей бучин в Украинских Карпатах.

## Растительные ассоциации и флора
Господствующими ассоциациями являются разные типы бучин. На скальных формах рельефа распространены также буково-яворовые и буково-ясенево-яворовые леса. В их травяном покрове встречаются листовик сколопендровый, лунария оживающая, морозник краснеющий, асплений зелёный. На северных склонах существуют благоприятные условия для формирования смешанных древостоев. Благодаря холодному климату здесь растет пихта, а у верхней границы леса — обыкновенная ель. Выше лесного пояса распространено криволесье с  душекией зелёной и можжевельника сибирского. Особенно интересным в флористическом отношении является высокогорье Свидивца в районе вершин Малой Близнецы (1778 м) и Большой Близнецы (1883 м). Здесь растут такие редкие аркто-альпийские виды, как бартсия альпийская, дриада восьмилепестная, дифазиаструм альпийский, ситник каштановый, ллойдия поздняя, астра альпийская, родиола розовая. В Украинских Карпатах только здесь растут драба вечнозеленая, очанка зальцбургская, камнеломка проломниковая и другие. Очень редки также эдельвейс альпийский, орлики чернеющие, сверция альпийская и т. д., занесены в Красную книгу Украины. Определенную ценность представляет флора отвесных скал в долине реки Косовской.

## Животный мир
Фауна массива в целом составляет типичный для Карпат горный комплекс, хотя для неё характерна меньшая представленность ряда видов, тесно связанных с хвойными породами. Здесь встречаются олень европейский, европейская косуля, свинья дикая, бурый медведь,  белка обыкновенная, лесная куница, каменная куница, бородатая неясыть, ушастая сова, глухарь. Из редких видов — лесной кот, альпийская бурозубка и карпатский тритон, занесены в Красную книгу Украины.